# Urogelides daviesae
Urogelides daviesae (лат.) — вид пауков-скакунов. Распространены в Австралии.

## Описание
Мелкие пауки, длина от 2 до 3 мм. Голова при взгляде сверху удлиненно-прямоугольная, со слегка закругленными сторонами, чуть шире позади боковых боковых глаз. Головогрудь невысокая, с немного изогнутой верхней поверхностью, выглядящей плоской, самой высокой точкой за задними боковыми глазами. Хелицеры имеют большой одиночный ретромаргинальный зуб и два промаргинальных зуба. Брюшко удлиненно-яйцевидное с длинными спиннеретами. Первая пара ног немного длиннее и коренастее, чем остальные. Биология неизвестна. Найдены в сухих открытых лесах, в подстилке и на растительности. При ходьбе Urogelides daviesae «машет» своими крупными спиннеретами вверх-вниз. Его поведение и морфология предполагают, что он может быть имитатором Collembola, возможно, заманивая добычу.

## Систематика и этимология
Вид был впервые описан в 2009 году польским арахнологом Marek Michał Żabka (Университет имени Адама Мицкевича в Познани, Польша). Выделен в монотипический род Urogelides, таксономическая позиция которого в составе семейства Salticidae остаётся неясной. Видовое название дано в честь новозеландского арахнолога Valerie Todd Davies (1920—2012).